# مركز دانتي أليجييري

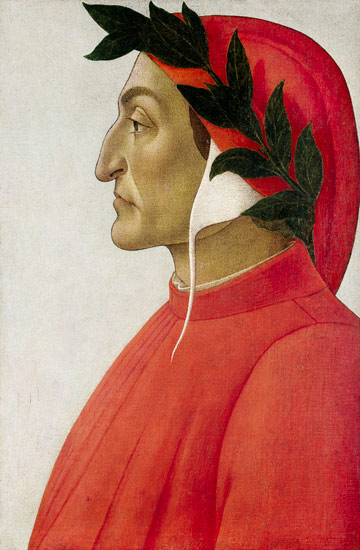
بورتريه لدانتي أليجييري.

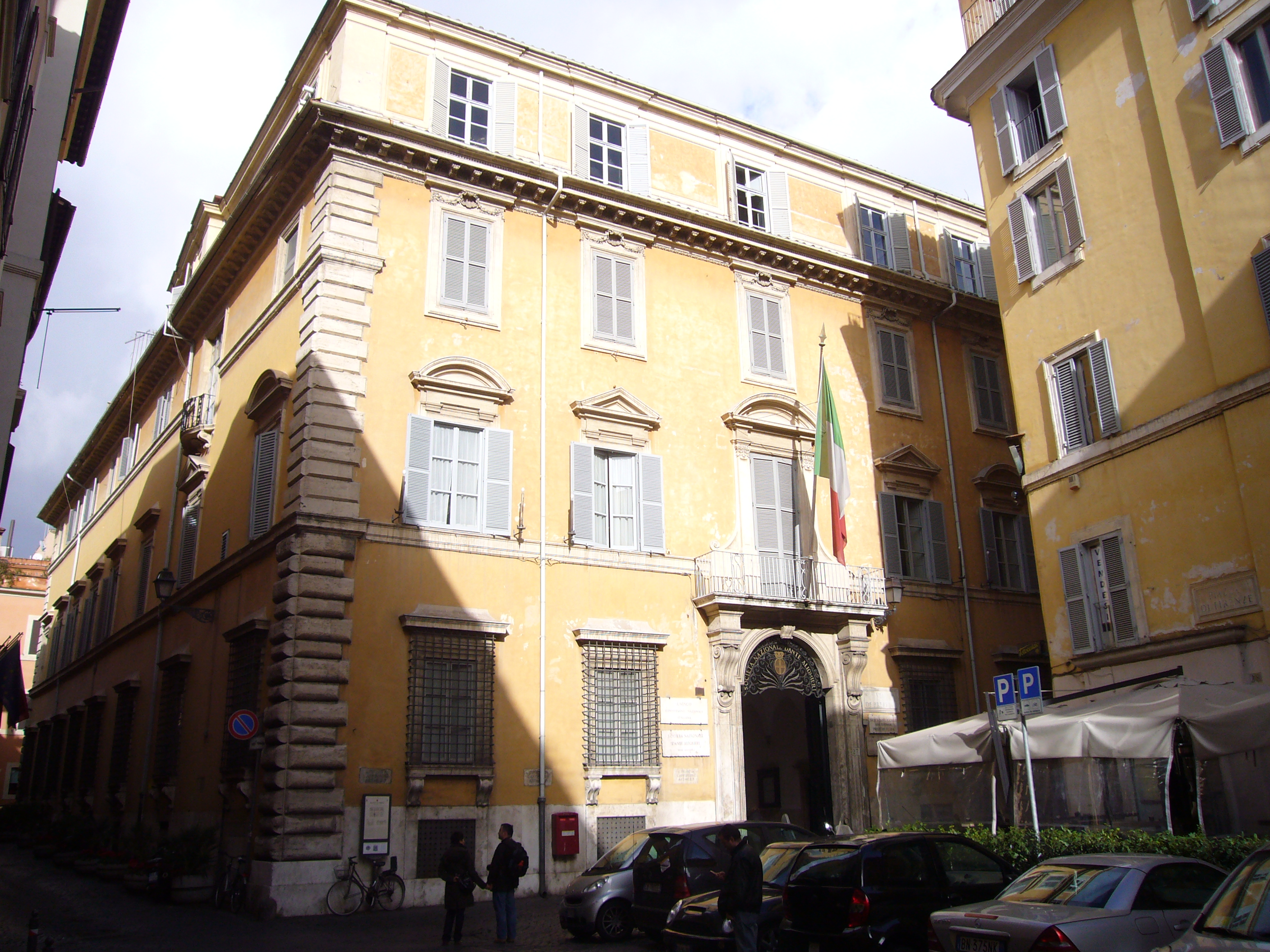
مقر مركز دانتي أليجييري منذ عام 1926.

مركز دانتي ألييجييري أو معهد دانتي أليجييري كما يطلق عليه أيضا ( بالإيطالية Società Dante Alighieri) هو مركز يقوم بتعليم اللغة الإيطالية و الأدب الإيطالي.
- قد تم إنشاؤه في إيطاليا في يوليو من العام 1889.
- و قد سمى المركز باسم دانتي ألييجييري الشاعر الإيطالي المعروف والذي يعد في عرف الثقافة الإيطالية و الشعب الإيطالي واحدا من أهم مؤسسي اللغة الإيطالية.

## الدور والهدف لدانتي أليجييري
- من أهم أهداف دانتي أليجييري إتاحة اللغة الإيطالية و الأدب الإيطالي على نطاق كبير في أنحاء مختلفة في العالم.

## الدور الثقافي لدانتي أليجييري
- لدانتي أليجييري دور مهم في العمل الثقافي وخصوصا بالنسبة للثقافة الإيطالية و نشر الثقافة الإيطالية , و توجد لدانتي أليجييري فروع في المنطقة العربية وخصوصا مصر.